# Daryl Paul Domning
 (novembre 2016).
Si vous disposez d'ouvrages ou d'articles de référence ou si vous connaissez des sites web de qualité traitant du thème abordé ici, merci de compléter l'article en donnant les références utiles à sa vérifiabilité et en les liant à la section « Notes et références ».
Daryl Paul Domning (14 mars 1947, Biloxi -) est un paléontologue et professeur d'anatomie de l'université Howard de Washington et auteur ou coauteur de nombreux livres sur les siréniens. 
Il obtient son doctorat en 1975 à l'université de Berkeley. Ses principales recherches concernent les siréniens, dont il est reconnu comme un des spécialistes dans le monde.[réf. nécessaire]
Il est paroissien de St Camillus Catholic Church, Silver Spring et membre du RICA (Rite of Christian Initiation of Adults). Il est l'auteur avec le théologiste Monika K. Hellwig de l'ouvrage Original Sin and Evil in the light of Evolution (Ashgate, 2006).

### Ouvrages scientifiques
- Sirenian  evolution  in  the  North  Pacific Ocean, University  of  California  Publications  in  Geological Sciences, 118: xi + 176. 1978
- Sea cows and sea grasses. Paleobiology, 7 (4): 417-420, 1981
- Evolution of manatees: a speculative history. Journal of Paleontology, 56 (3): 599-619. 1982.
- Avec Morgan G.S. & Ray C.E., North American Eocene  sea  cows  (Mammalia:  Sirenia). Smithsonian Contributions to Paleobiology, 52: iii + 69. 1982
- Avec Hayek L., Horizontal tooth replacement in the Amazonian manatee (Trichechus inunguis). Mammalia, 48 (1): 105-127. 1984.
- Avec Hayek L., Interspecific and intraspecific morphological variation in manatees (Sirenia: Trichechus). Marine Mammal Science  2 (2): 87-144. 1986.
- Avec Thomas  H.,  Metaxytherium  serresii (Mammalia:  Sirenia)  from  the  Lower  Pliocene  of  Libya  and France: a reevaluation of its morphology, phyletic position, and biostratigraphic and paleoecological significance. In Boaz N., El-Arnauti A., Gaziry A.W., Heinzelin J. de & Boaz D.D. (eds.), Neogene Paleontology and Geology of Sahabi. New York, AlanR. Liss: 205-232. 1987.
- Fossil  Sirenia  of  the  West  Atlantic  and Caribbean  region.  I.  Metaxytherium  floridanum   Hay,  1922. Journal of Vertebrate Paleontology, 8 (4): 395-426. 1988.
- A phylogenetic analysis of the Sirenia. 1994. In Berta  A.  &  Deméré  T.A.  (eds.),  Contributions  in  Marine Mammal  Paleontology  Honoring  Frank  C.  Whitmore  Jr. Proceedings of the San Diego Society of Natural History,  29: 177-189.
- Sirenians,  seagrasses,  and  Cenozoic ecological change in the Caribbean. In  Miller W. III & Walker S.E.  (eds.),  Cenozoic  Palaeobiology:  The  Last  65  Million Years  of  Biotic  Stasis  and  Change.  Palaeogeography, Palaeoclimatology,  Palaeoecology,  166  (1-2):  27-50. 2001.
- Avec Pervesler P., The osteology and relationships of Metaxytherium krahuletzi  Depéret, 1895 (Mammalia: Sirenia). Abhandlungen  der  Senckenbergischen  Naturforschenden Gesellschaft, 553: 1-89. 2001.
- Avec Giuseppe Carone, Metaxytherium serresii (Mammalia: Sirenia): new pre-Pliocene record, and implications for Mediterranean paleoecology before and after the Messinian Salinity Crisis, Bollettino della Società Paleontologica Italiana, 46 (1), 2007, 55-92.

### Ouvrages religieux
- Avec Monika K. Hellwig, Original Selfishness: Original Sin And Evil in the Light of Evolution (Ashgate Science and Religion), Ashgate, 2006
- Evolution and Original Sin - Washington Theological Consortium